# Janisław Muszyński

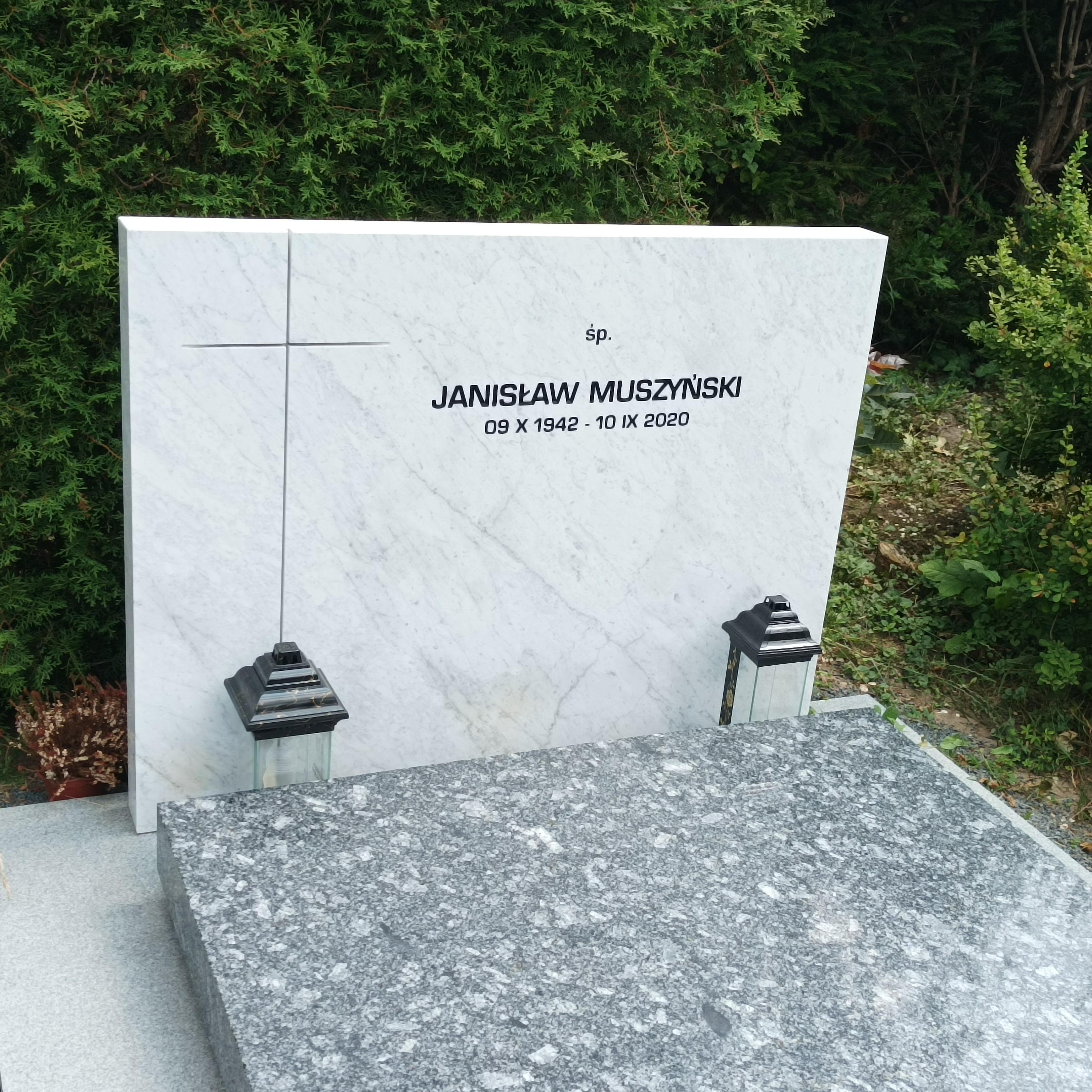
Grób Janisława Muszyńskiego na cmentarzu Osobowickim

Janisław Stanisław Muszyński (ur. 9 października 1942 w Kaliszu, zm. 10 września 2020 we Wrocławiu) – polski inżynier, menedżer, polityk, były wojewoda wrocławski.

## Życiorys
Syn Stefana i Barbary. Ukończył studia na Wydziale Łączności Politechniki Wrocławskiej (1966) oraz na Wydziale Matematyki Uniwersytetu Wrocławskiego (1970).
W latach 1966–1978 i 1980–1982 związany z Wrocławskim Zakładem Techniki Obliczeniowej, był m.in. dyrektorem ZETO (odwołanym w styczniu 1982 w stanie wojennym). Pomiędzy tymi okresami pełnił funkcję zastępcy dyrektora Centrum Obliczeniowego na Politechnice Wrocławskiej. Od lat 80. prowadził własną działalność gospodarczą w ramach spółek prawa handlowego, od 1999 był właścicielem zajmującej się m.in. doradztwem biznesowym firmy „Infrakom” Sp. z o.o. Od 22 stycznia 1990 był wicewojewodą, następnie od 12 lipca 1990 do 22 kwietnia 1991 sprawował urząd wojewody wrocławskiego.
Zaangażowany w organizacje przedsiębiorców, przyczynił się do powołania Dolnośląskiego Towarzystwa Gospodarczego, Dolnośląskiej Izby Przemysłowo-Handlowej, Dolnośląskiego Forum Dialogu. Od 1996 działał w Business Centre Club, pełniąc do 2006 funkcję kanclerza Loży Dolnośląskiej. Organizował Dolnośląskie Forum Polityczne i Gospodarcze w Krzyżowej, należał do inicjatorów utworzenia Dolnośląskiego Certyfikatu Gospodarczego.
Został pochowany na cmentarzu Osobowickim w Alei Zasłużonych.

## Odznaczenia
Odznaczony Złotym Krzyżem Zasługi (2000).